# Kambu Svayambhuva

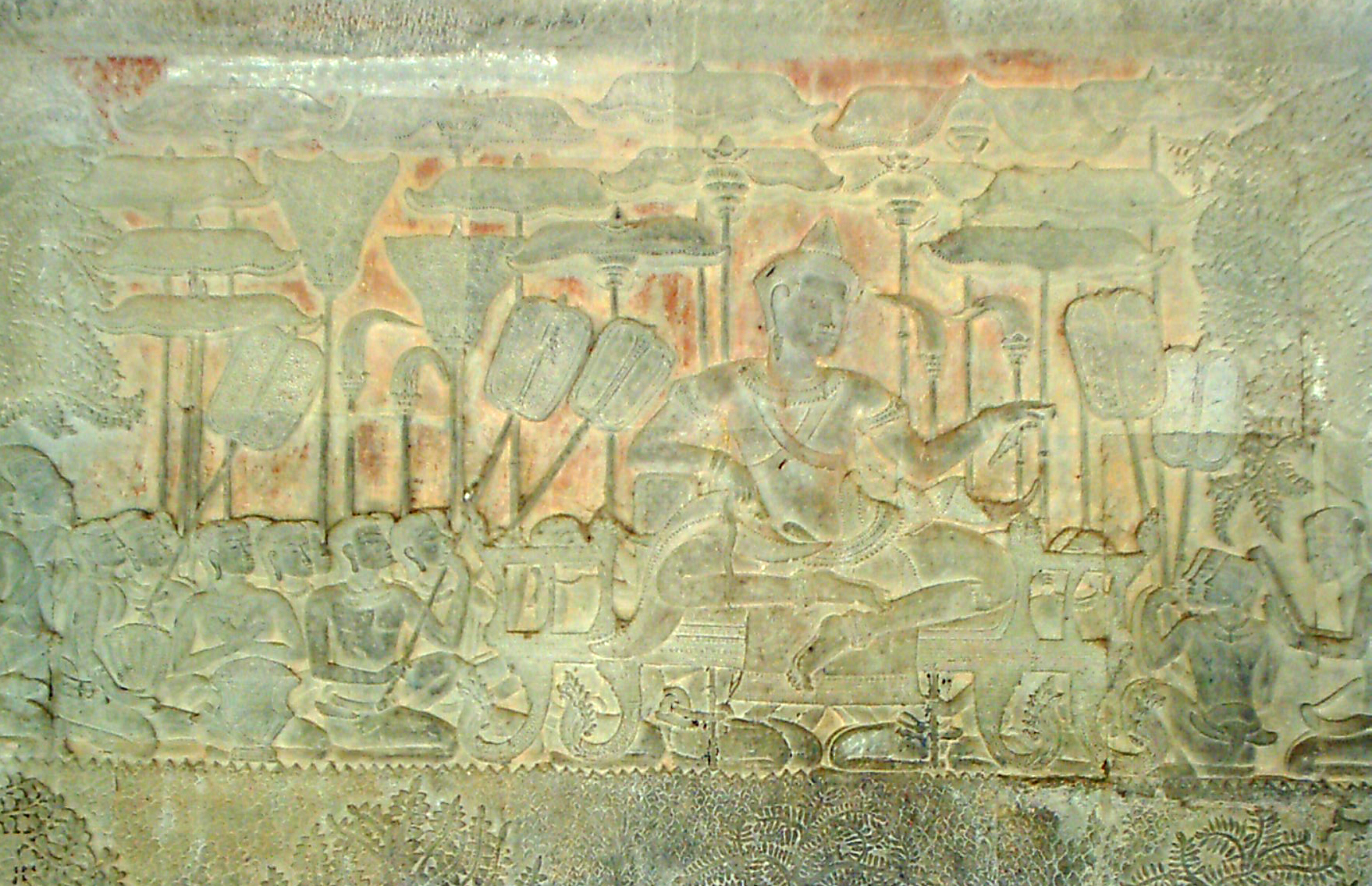
Suryavarman II, uno de los reyes angkorianos descendientes del linaje Kambuja.

Kambu Swayambhuva fue un sabio príncipe del linaje de Camboya. Se lo menciona en las sagas de Agastia, Kaundinia Swaiambhuva, rey Rayendra Chola, rey Ashoka Maurya y rey Púshiamitra Shunga, según el shloka 22 en el poema Ekamata stotra (himno a la Única Madre). La importancia de este príncipe tiene que ver con la historia e identidad de la cultura jemer, así como el nombre que recibe el reino de Camboya: el término Kambu origina Kamae, Kampuchía, Camboya...

## La leyenda
La leyenda sostiene que Kambu Swayambhuva fue inicialmente un rey de la India (posiblemente durante el primer siglo de nuestra era), que huyó de su patria originaria —quizá a causa de los conflictos y guerras civiles que por aquella época sufrió la India, especialmente al norte— y se aventuró en las selvas del Sureste Asiático regidas por el legendario rey Naga. Derrotado el rey Naga, el príncipe Kambu se casó con su hija Mera. Dice la leyenda que el rey Naga «bebió todas las aguas que invadían el país» para preparar el terreno para su yerno. Es posible que signifique en las primeras obras de drenaje que migrantes de la India hicieron en la primitiva Camboya de principios de nuestra era con un magnífico sistema de canales que todavía hoy es tenido en cuenta en el desarrollo del país. Del matrimonio entre Kambu y Mera se presume que viene el nombre Khemer o Jemer, es decir, Camboya.

## De India
La influencia de la India en Camboya es un hecho que se ha dado a lo largo de muchos siglos. Las características culturas contemporáneas tienen una fuerte relación con las manifestaciones culturales de la India. Algunos estudiosos piensan que este misterioso Kambu pudo proceder de Saurashtra o Guyarat, en las costas occidentales de la India. Perteneciente al linaje Kamboja, estableció un pequeño reino en Bassac, cerca de Wat Phu, en la región del río Mekong.  

## El Reino de Chenla
Las crónicas chinas, los más antiguos testimonios históricos de Camboya, mencionan a dicho reino con el nombre de Chenlá, hacia el siglo IV d. C. y sería un hijo de Kambu, Shruta Varma Kambuja, quien reinaría durante el siglo V. Shrutavarma a su vez fue sucedido por su hijo Shreshthavarma Kambuja, seguido este por el rey Viravarma Kambuja. La princesa Kambujarajalakshmi (fortuna de los reyes Kambujas), la reina del príncipe Bhavavarman I, era del línaje de Kambu Swayambhuva y fue por ella que Bhavavarman I heredó el lineja real y llegó a ser rey de Kambuja. El poder de la dinastía Kamboja fundado por el príncipe Kambu en Indo-China, tuvo sin embargo, muchos altos y bajos a través de los siglos culminando con el surgimiento del Imperio de Angkor el cual se estableció como sucesor de este reino hacia el siglo VIII d. C.
Los reyes Shailendra de Indonesia invadieron Chenlá (o Kambuja), pero a principios del siglo IX d. C., un príncipe Kambuja retenido en las cortes de Shailendra, huyó de Indonesia y regresó a Camboya para iniciar el glorioso periodo angkoriano. Ese príncipe, legítimo heredero de Kambuja, fue el rey Jayavarman II, quien independizó a Camboya de los indonesios, unificó la Chenla de la tierra y la Chenla de las aguas y renominó a su tierra con el nombre de su familia: Kambuja (Camboya).